# ムラデン・イヴァニッチ
ムラデン・イヴァニッチ（Младен Иванић / Mladen Ivanić, 発音 [mlâden ǐʋanit͡ɕ]、1958年9月16日 - ）は、ボスニア・ヘルツェゴビナの政治家。セルビア人。2014年11月から2018年11月まで、同国の大統領評議会でセルビア人の代表を務め、任期中に議長を2回務めている。

## 経歴
1958年にサンスキ・モストで生まれたが、1971年からはバニャ・ルカに住んでいる。同地で経済学の学位を取得後、ベオグラードで「西側世界における現代のマルクス主義的政治経済」と題した論文によって博士号を取得した。1999年に中道右派の民主進歩党 (PDP) を結成し、それ以来同党の党首を務めてきた。
2001年から2003年にかけて、イヴァニッチはスルプスカ共和国の首相を務めた。また、ズラトコ・ラグムジャから役職を引き継ぎ、1992年にボスニア・ヘルツェゴビナが独立してから6代目の外相にもなった。したがって同国の閣僚経験もある。2007年、イヴァニッチは外相職をスヴェン・アルカライに引き渡した。